# Violoncel piccolo
El violoncel piccolo és un terme que inclou diferents tipus de violoncels i que ha estat molt debatut. En general es refereix a un violoncel de cinc cordes, intermedi entre la viola da gamba de sis cordes i el mateix violoncel que en té quatre. Fou utilitzat des del segle xvi fins a finals del xviii. Bach l'emprà en algunes de les seves cantates, BWV 6, BWV 41, BWV 49, BWV 68, BWV 85, BWV 115, BWV 175,  BWV 180 i BWV 183. La seva sisena suite per a violoncel, BWV 1012, sembla que també fou composta per a aquest tipus de violoncel, si bé no pot descartar-se que ho fos per a l'anomenat “violocello da spalla”, un instrument de cinc cordes que es tocava penjat del coll com es fa amb la viola da braccio.